# Aalborg Lufthavn Station
Aalborg Lufthavn Station er en jernbanestation ved Aalborg Lufthavn, der er endestation for Lufthavnsbanen fra Lindholm Station. Stationen er et trinbræt, der ligger tæt på terminalen og parkeringspladserne. Stationen åbnede i 2020.

## Historie
Baggrunden for anlæggelsen var en aftale, der blev indgået mellem partierne S, R, DF og SF 21. Marts 2013, hvor de blev enige om at afsætte ca. 276. mio. DKK til en ny bane til Aalborg Lufthavn. Banen blev blandt andet anlagt for at tilgodese de mange rejsende der rejser til og fra Aalborg Lufthavn, og samtidig gøre det nemmere for dem der kommer fra Aalborg at komme der til. Anlægsarbejdet igangsattes i 2016 og stationen forventedes da at åbne i 2019. Det blev senere rykket til slutningen af 2020. Stationen og banen åbnede for driften ved køreplansskiftet 13. december 2020.